# Hoplitidae
Hoplitidae Douvillé, 1890 è una famiglia estinta di ammoniti

## Tassonomia
La famiglia comprende i seguenti generi, raggruppati in 4 sottofamiglie:
- Sottofamiglia Anahoplitinae Breistroffer 1947
  - Anahoplites
  - Anahoplitoides Casey 1961
  - Lepthoplites

- Sottofamiglia Gastroplitinae Wright 1952
  - Alopecoceras Kennedy 1978
  - Anagastroplites Jeletzky 1980
  - Gastroplites
  - Neogastroplites
  - Paragastroplites Imlay 1961
  - Pseudogastroplites Jeletzky 1980
  - Pseudopulchellia Imlay 1961
  - Sokolovites
  - Stelckiceras Jeletzky 1980
  - Stotticeras Jeletzky 1980

- Sottofamiglia Hoplitinae Douvillé 1890
  - Arrhaphoceras Whitehouse 1927
  - Callihoplites
  - Dimorphoplites
  - Discohoplites
  - Epihoplites
  - Euhoplites
  - Hoplites
  - Hyphoplites Spath 1922
  - Pleurohoplites
  - Semenoviceras Wright et al. 1996

- Sottofamiglia Sonneratiinae Destombes 1973
  - Bucaillella Destombes 1973
  - Eosonneratia Saveliev 1973
  - Farnhamia Casey 1954
  - Otohoplites Steinmann 1925
  - Protohoplites Spath 1923
  - Pseudosonneratia Spath 1925
  - Sonneratia Bayle 1878
  - Tetrahoplites